# Qin Liangyu
Qin Liangyu (nome di cortesia: Zhensu; Contea di Zhong, 1574 – Contea di Shizu, 1648) è stata una generale cinese nota per aver difeso la dinastia Ming dagli attacchi della dinastia Qing guidata dai manciù nel XVII secolo.
Insieme a Hua Mulan, Liang Hongyu e He Yufeng è una delle donne guerriere più popolari della Cina.

## Biografia

### Infanzia e studi
Qin Liangyu nacque a Zhongzhou (忠州), nell'attuale contea di Zhong presso Chongqing, da genitori di etnia miao. Suo padre Qin Kui (秦葵) aveva ottenuto la carica di gongsheng agli esami imperiali e credeva nel pari diritto all'istruzione sia per gli uomini che per le donne. Di conseguenza Qin Liangyu studiò insieme ai suoi fratelli la storia, i valori classici confuciani e le arti marziali. In queste ultime si distinse particolarmente, acquisendo abilità nel tiro con l'arco e nell'equitazione. Mostrò talento anche nella poesia.

### Matrimonio con Ma Qiancheng
Nel 1595 Qin Liangyu sposò Ma Qiancheng (馬千乘), il tusi e xuanfushi (宣撫使; "Commissario per l'annuncio e la pacificazione") della contea di Shizhu, e lo accompagnò in alcune piccole battaglie contro i signori della guerra locali nel confine sudoccidentale dell'impero Ming. La coppia ebbe un buon rapporto e spesso Ma Qiancheng si consultava con sua moglie. Nel 1599, quando Yang Yinglong (楊應龍) diede inizio a una ribellione a Bozhou (播州; l'attuale Zunyi, nel Guizhou), Ma Qiancheng soppresse la rivolta con 3.000 cavalieri, sostenuto da Qin Liangyu che ne guidò altri 500.
Con la morte di suo marito avvenuta nel 1613, Qin Liangyu prese il suo posto di xuanfushi della contea di Shizu e salì al comando della cosiddetta Cavalleria Bianca (白杆兵).

### Soppressione delle forze ribelli nel Sichuan
Nel 1623 Qin Liangyu si schierò con l'esercito imperiale dei Ming nel sopprimere la rivolta di She-An guidata da She Chongming (奢崇明) e An Bangyan (安邦彥). Quest'ultimo sconfisse suo fratello maggiore Qin Minping (秦民屏) l'anno successivo.
Con l'assedio della capitale Pechino del 1630, Qin Liangyu partì con il suo esercito dal Sichuan in sostegno all'imperatore Chongzhen, il quale per riconoscenza le dedicò quattro poesie. Nel 1634 insieme a suo figlio Ma Xianglin (馬祥麟) riuscì a sconfiggere l'esercito ribelle di Zhang Xianzhong a Kuizhou (夔州; l'attuale contea di Fengjie), mentre nel 1640 si impose contro l'esercito ribelle di Luo Rucai (羅汝才). Per i suoi servigi offerti all'Impero venne nominata Guardiana del principe ereditario (太子太保) e le fu conferito il titolo di "Marchesa Zhongzhen" (忠貞侯; lett. "leale e casta marchesa").

### Gli ultimi anni
Qin Liangyu attuò una politica di autosufficienza agricola nella contea di Shizhu che attrasse diversi rifugiati che si erano schierati con l'impero Ming contro l'invasione dei Qing. Sotto il suo governo riuscì a ospitare circa 100.000 rifugiati.
Morì nel 1648 e fu sepolta nell'odierno villaggio di Yachun, nella contea di Shizhu. A Chongqing vi è un museo che conserva le sue armature e le sue armi. Una sua statua si trova nella Sala Ganyu dello Shibaozhai nella contea di Zhong. Il monumento è stato conservato durante i lavori della diga delle Tre gole.